# احساس مینه‌سوتا
احساس مینه‌سوتا (به انگلیسی: Feeling Minnesota) فیلمی محصول سال ۱۹۹۶ و به کارگردانی استیون بایگلمن است. در این فیلم بازیگرانی همچون کیانو ریوز، وینسنت دن آفریو، کامرون دیاز، کورتنی لاو، تیوزدی ولد، دن اکروید، آرون مایکل میتچیک، مایکل ریسپولی، آرابلا فیلد، جان کارول لینچ، مکس پرلیچ ایفای نقش کرده‌اند.